# Serrania de Piojó
Serrania de Piojó är kullar i Colombia.   De ligger i departementet Atlántico, i den norra delen av landet, 700 km norr om huvudstaden Bogotá.